# The Simpsons Arcade Game
The Simpsons Arcade Game är ett arkadspel utvecklat av Konami under 1991. Det var det första stora datorspelet baserat på TV-serien Simpsons. I spelet gör Dan Castellaneta, Julie Kavner, Nancy Cartwright och Yeardley Smith rösterna till karaktärerna från TV-serien. Spelet är en utveckling av datorspelet Teenage Mutant Ninja Turtles, som också gjordes av Konami. Spelet är utvecklat för arkad, Commodore 64 och MS-DOS. Spelet har även kommit i en nyare upplaga utvecklat för EA Games till Iphone. Spelet släpptes 3 februari 2012 för Xbox Live Arcade och 7 februari för PlayStation Network. Februari 2011 togs spelet bort från både Playstation Network och Xbox Live Arcade.

## Handling
Efter att Waylon Smithers stulit en diamant från Springfield Jewelers till Mr. Burns, springer han rakt in i familjen Simpson. Krocken resulterar i att Smithers tappar diamanten och den hamnar i Maggies mun som en ersättare för hennes napp. Smithers kidnappar då Maggie och familjen måste få tag i Maggie och följer efter Smithers.
Familjen går igenom många nivåer, från en kyrkogård till en TV-studio och möter anställda som de måste slå ner. Till slut hinner de ikapp Smithers som sätter sig i en helikopter med familjen Simpson hängande utanpå. Helikoptern landar på Springfields kärnkraftverk. Där möter familjen i en sista duell Smithers och Mr. Burns. Efter att de slagits ner visar sig till slut Maggie. Hon har kvar diamanten och ger Mr. Burns sin napp medan hon fortsätter suga på diamanten, och familjen går hem med Maggie och kastar iväg diamanten.

## Gameplay
Alla medlemmar i familjen Simpson medverkar och har sina egna krafter. Homer slår och sparkar, Marge slår fienderna med sin dammsugare, Bart attackerar med sin skateboard och Lisa använder ett hopprep som en piska. Spelet utspelar sig i Springfield och platserna är baserade på platser från TV-serier som Krustyland, kyrkogården, Moe's Tavern, Springfield Gorge, Channel 6 TV-studio och Springfields kärnkraftverk. Varje nivå avslutas med boss vars hastighet och kraft ökar för varje skada som den får.
I den fjärde nivån, som utspelar sig på Moe's Tavern, finns flera arkadspel. Ett av dem är Aliens som också gjordes av Konami. I spelet kan man spela upp till fyra spelare samtidigt och man väljer själv vilka karaktärer som används. På varje nivå finns också lite mat som karaktärerna kan äta för att öka sin livsmätare och det finns också vapen och föremål som kan hittas för användning under en kort tid eller för en engångsattack. Dessa vapen ges av andra rollfigurer från TV-serien. Familjen Simpsons egna djur kan också användas som vapen i vissa lägen. Spelet innehåller två minispel där spelarna tävlar mot varandra för att vara först med att avsluta en uppgift. Om färre än fyra spelare deltar, spelas resten av karaktärerna i dessa lägen av datorn. I spelet medverkar också Matt Groenings andra rollfigur från Life in Hell.

## Mottagande
Versionen för MS-DOS recenserades under 1992 i tidningen Dragon gav spelet 3 av 5 i betyg.